# Jane Campbell
Carolyn Jane Campbell (Kennesaw, 17 de fevereiro de 1995) é uma futebolista estadunidense que atua como goleira. Atualmente joga pelo Houston Dash.

## Carreira
Em 12 de janeiro de 2017, Campbell foi selecionada pelo Houston Dash como a 15ª escolha no NWSL College Draft 2017. Poucos meses depois, ela foi designada como uma jogadora alocada para o time. Em 23 de agosto de 2018, ela foi nomeada para a equipe sub-23 dos Estados Unidos para o torneio nórdico de 2018 e, em 2021, convocada para os Jogos Olímpicos de Verão de 2020.

## Títulos
Estados Unidos
- Jogos Olímpicos: 2020 (medalha de bronze)